# Československá hokejová liga 1970/1971
28. ročník československé hokejové ligy 1970/71 se hrál pod názvem I. liga.

## Herní systém
10 účastníků hrálo v jedné skupině čtyřkolově systémem každý s každým. Poslední mužstvo sestoupilo. Poprvé v historii československé ligy se hrálo play off, do kterého postoupily nejlepší 4 celky po základní části.

## Pořadí po základní části
| Poř. | Tým                     | Zápasy | Výhry | Remízy | Porážky | Skóre   | Body |
| ---- | ----------------------- | ------ | ----- | ------ | ------- | ------- | ---- |
| 1.   | ZKL Brno                | 36     | 20    | 7      | 9       | 152:104 | 47   |
| 2.   | Dukla Jihlava           | 36     | 19    | 8      | 9       | 147:87  | 46   |
| 3.   | SONP Kladno             | 36     | 20    | 4      | 12      | 140:93  | 44   |
| 4.   | Slovan CHZJD Bratislava | 36     | 17    | 5      | 14      | 127:103 | 39   |
| 5.   | VSŽ Košice              | 36     | 13    | 8      | 15      | 110:131 | 34   |
| 6.   | Tesla Pardubice         | 36     | 14    | 5      | 17      | 127:135 | 33   |
| 7.   | Sparta ČKD Praha        | 36     | 14    | 5      | 17      | 126:156 | 33   |
| 8.   | CHZ Litvínov            | 36     | 13    | 6      | 17      | 109:156 | 32   |
| 9.   | Motor České Budějovice  | 36     | 10    | 8      | 18      | 126:165 | 28   |
| 10.  | Škoda Plzeň             | 36     | 10    | 4      | 22      | 120:154 | 24   |

## Play-off

### 1. semifinále
- ZKL Brno - SONP Kladno 4:3 na zápasy
  - SONP Kladno - ZKL Brno 4:1 (0:0,1:1,3:0)
  - ZKL Brno - SONP Kladno 5:1 (2:0 2:1 1:0)
  - SONP Kladno - ZKL Brno 5:3 (1:1 3:1 1:1)
  - SONP Kladno - ZKL Brno 1:0 (0:0 0:0 1:0)
  - ZKL Brno - SONP Kladno 4:0 (1:0 0:0 3:0)
  - ZKL Brno - SONP Kladno 5:1 (3:0 1:0 1:1)
  - ZKL Brno - SONP Kladno 2:1 (0:1 1:0 1:0)

### 2. semifinále
- Dukla Jihlava - Slovan CHZJD Bratislava 4:1 na zápasy
  - Slovan CHZJD Bratislava - Dukla Jihlava 4:5 (3:2 1:2 0:1)
  - Dukla Jihlava - Slovan CHZJD Bratislava 5:4 (1:1 3:1 1:2)
  - Slovan CHZJD Bratislava - Dukla Jihlava 3:2 (2:0 0:0 1:2)
  - Slovan CHZJD Bratislava - Dukla Jihlava 0:1 prodl. (0:0 0:0 0:0 0:1)
  - Dukla Jihlava - Slovan CHZJD Bratislava 5:1 (1:1 2:0 2:0)

### O 3. místo
- SONP Kladno - Slovan CHZJD Bratislava 0:2 na zápasy
  - SONP Kladno - Slovan CHZJD Bratislava 2:6 (0:0 1:5 1:1)
  - Slovan CHZJD Bratislava - SONP Kladno 4:3 (3:0 1:2 0:1)

### Finále
- ZKL Brno - Dukla Jihlava 0:3 na zápasy
  - Dukla Jihlava - ZKL Brno 5:3 (2:1 1:0 2:2)
  - Dukla Jihlava - ZKL Brno 6:5 prodl. (1:2 0:0 4:3 1:0)
  - ZKL Brno - Dukla Jihlava 0:1 (0:0 0:0 0:1)

## Nejproduktivnější hráči základní části
| Poř. | Hráč               | Mužstvo                 | Zápasy | Góly | Asistence | Body |
| ---- | ------------------ | ----------------------- | ------ | ---- | --------- | ---- |
| 1.   | Václav Mařík       | Motor České Budějovice  | 36     | 24   | 29        | 49   |
| 2.   | Václav Nedomanský  | Slovan CHZJD Bratislava | 33     | 31   | 15        | 46   |
| 3.   | Jan Havel          | Sparta Praha            | 35     | 32   | 13        | 45   |
| 4.   | Richard Farda      | ZKL Brno                | 35     | 25   | 19        | 44   |
| 5.   | Vladimír Martinec  | Tesla Pardubice         | 34     | 20   | 19        | 39   |
| 6.   | Bedřich Brunclík   | VSŽ Košice              | 35     | 23   | 15        | 38   |
| 7.   | Ivan Hlinka        | CHZ Litvínov            | 36     | 20   | 18        | 38   |
| 8.   | Jaroslav Jiřík     | ZKL Brno                | 31     | 25   | 12        | 37   |
| 9.   | Miroslav Klapáč    | Škoda Plzeň             | 34     | 20   | 17        | 37   |
| 10.  | Petr Vrabec        | Škoda Plzeň             | 36     | 20   | 17        | 37   |
| 11.  | František Pospíšil | SONP Kladno             | 36     | 8    | 26        | 34   |

## Nejproduktivnější hráči play-off
| Poř. | Hráč               | Mužstvo                 | Zápasy | Góly | Asistence | Body |
| ---- | ------------------ | ----------------------- | ------ | ---- | --------- | ---- |
| 1.   | Václav Nedomanský  | Slovan CHZJD Bratislava | 7      | 7    | 3         | 10   |
| 2.   | Richard Farda      | ZKL Brno                | 8      | 5    | 5         | 10   |
| 3.   | Milan Nový         | SONP Kladno             | 9      | 7    | 2         | 9    |
| 4.   | Josef Černý        | ZKL Brno                | 8      | 2    | 7         | 9    |
| 5.   | Josef Augusta      | Dukla Jihlava           | 8      | 5    | 2         | 7    |
| 6.   | Jiří Holík         | Dukla Jihlava           | 8      | 3    | 4         | 7    |
| 7.   | František Pospíšil | SONP Kladno             | 9      | 2    | 5         | 7    |
| 8.   | Jaroslav Jiřík     | ZKL Brno                | 8      | 6    | 0         | 6    |
| 9.   | Oldřich Machač     | ZKL Brno                | 8      | 4    | 2         | 6    |
| 10.  | Josef Vimmer       | SONP Kladno             | 9      | 3    | 3         | 6    |

## Soupisky mužstev

### ZKL Brno
Jan Jurka (7/2,71/-),
Vladimír Nadrchal (43/2,37/-) –
Ctirad Fiala (34/3/2/-),
Lubomír Hrstka (44/2/5/-),
Břetislav Kocourek (46/3/7/-),
Oldřich Machač (45/16/7/-),
Jaromír Meixner (41/4/8/-) –
Josef Černý (46/21/23/-),
Svatopluk Číhal (7/0/0/-),
Richard Farda (35/25/19/-),
Jaroslav Jiřík (31/25/12/-),
Zdeněk Kepák (40/5/13/-),
Milan Kokš (42/9/13/-),
Zdeněk Mráz (45/18/7/-),
Karel Nekola (10/1/2/2),
Josef Sršeň (45/15/5/-),
Ivan Stehlík (36/4/5/-),
František Ševčík (45/14/12/-),
Ivo Winkler (37/8/5/-) –
trenér Vladimír Bouzek, asistent Bronislav Danda

### Sparta ČKD Praha
Jan Bartoš (2/9,09/-/-),
Jaroslav Jágr (14/4,16/-/-),
Pavel Wohl (25/4,31/-/-) -
Miroslav Beránek (36/3/5/35),
Petr Gürtler (20/1/4/14),
Miroslav Kuneš (36/3/5/67),
Petr Lindauer (36/2/3/12),
Vladimír Nejedlý (21/1/0/12),
Karel Pavlík (7/1/0/0),
Jaroslav Šíma (28/5/2/55),
František Tikal (1/0/0/0) -
Jiří Adamec (34/9/9/10),
Petr Brdička (25/3/6/4),
Václav Černý (34/13/2/14),
Petr Dohnal (32/0/1/20),
Jan Havel (36/32/15/24),
Petr Kašťák (35/7/2/16),
Jiří Kochta (22/6/15/12),
Milan Lano (20/1/0/0),
Vladimír Müller (17/0/1/0),
Jiří Nikl (35/10/8/18),
Pavel Svoboda (25/7/1/16),
Rudolf Šindelář (35/8/14/28),
Pavel Volek (35/11/12/18)

### CHZ Litvínov
Miroslav Kapoun (18/3,00/-/-),
Antonín Kočí (28/3,64/-/-) -
Miroslav Daněk (36/8/5/-),
Jaroslav Egermajer (31/5/2/-),
Jaroslav Piskač (36/4/4/-),
Zdeněk Rippel (33/5/4/-),
Miroslav Rykl (35/2/3/-) -
Josef Beránek (27/4/5/-),
Ivan Hlinka (36/20/1/-),
Jaromír Hudec (14/5/1/-),
Zdeněk Kapoun (7/0/1/-),
Oldřich Kašťák (7/0/0/-),
Petr Leška (36/6/14/-),
Vladimír Machulda (1/0/0/-),
Karel Marx (29/5/2/-),
Jaroslav Nedvěd (29/15/9/-),
Karel Ruml (34/13/10/-),
Josef Ulrych (36/10/6/-),
Antonín Waldhauser (29/5/3/-),
Petr Zelenka (13/2/2/-)

### TJ Škoda Plzeň
Jindřich Gulači (-/-/-/-),
Josef Hovora (-/-/-/-),
Vasil Koban (-/-/-/-) -
Vladimír Bednář (-/-/-/-),
Jaroslav Kraft (-/-/-/-),
Karel Šmíd (-/-/-/-),
Karel Trachta (-/-/-/-),
Josef Valenta (-/-/-/-),
Jindřich Zeman (-/-/-/-) -
Pravoslav Burda (-/-/-/-),
Pavel Bureš (-/-/-/-),
Bohuslav Ebermann (-/-/-/-),
Pavel Huml (-/-/-/-),
Petr Jonák (-/-/-/-),
Miroslav Klapáč (34/20/17/-),
Václav Kozák (-/-/-/-),
Petr Opačitý (-/20/-/-),
Petr Otte (-/-/-/-),
Jaroslav Rosický (-/-/-/-),
Václav Ruprecht (-/-/-/-),
Ladislav Stelšovský (-/-/-/-),
Petr Vrabec (36/20/17/-) -
trenér Gustav Bubník

## Kvalifikace o 1. ligu
| Poř. | Tým                | Zápasy | Výhry | Remízy | Porážky | Skóre | Body |
| ---- | ------------------ | ------ | ----- | ------ | ------- | ----- | ---- |
| 1.   | TJ Gottwaldov      | 6      | 5     | 0      | 1       | 25:11 | 10   |
| 2.   | Dukla Trenčín      | 6      | 4     | 0      | 2       | 22:15 | 8    |
| 3.   | VTŽ Chomutov       | 6      | 2     | 0      | 4       | 19:21 | 4    |
| 4.   | TJ DP I.ČLTK Praha | 6      | 1     | 0      | 5       | 12:31 | 2    |

## Zajímavosti
- První pokus zavést po vzoru NHL play-off provázelo nepochopení, když se oproti zvyklostem první tým po základní části utkal se třetím a druhý se čtvrtým.[2]

## Rozhodčí
- Jiří Adam
- Milan Barnet
- Oldřich Bártík
- Štefan Baštuga
- Rudolf Baťa
- Michal Bucala
- Jan Budinský
- Ivo Filip
- Václav Frühlich
- Josef Froněk
- Richard Hajný
- Ivan Kratochvíľa
- Zdeněk Kořínek
- Ján Liška
- Ján Macho
- Ivan Marko
- Miloš Pláteník
- Dušan Navrátil
- Miloslav Pešek
- František Planka
- Vojtěch Pochop
- Aleš Pražák
- Rudolf Prejza
- Karel Sládeček
- Vilém Turek  -
- Milan Vidlák -